# José María Morera
José María Morera (València; 1934-Ondara; 28 d'agost de 2017) va ser un director teatral i gestor valencià.

## Biografia
Va iniciar la seva trajectòria professional en 1964, després d'uns anys com a ajudant de realització en la companyia de Núria Espert. Sota la seva direcció es van estrenar a Espanya obres com Los físicos, de Friedrich Dürrenmatt, o El amante complaciente, de Graham Greene. Amb Rosas rojas para mí i Los secuestrados de Altona, a aconseguir el Premi Nacional de Direcció Teatral en 1969 i 1973, respectivament. També va guanyar el Premi de la Crítica de Barcelona en 1966 i el de la Crítica de Madrid en 1981 amb la direcció de Casa de muñecas. Morera Morera va ser també el primer director espanyol a estrenar en 1974 en el Liceu de Barcelona l'òpera Vinatea, de Matilde Salvador.
Més enllà de la seva trajectòria professional com a director d'actors, José María Morera va dirigir el Centre Nacional d'Iniciació del Nen i de l'Adolescent al Teatre, i la Mostra de Cinema Mediterrani. En 2012 va cedir a l'Arxiu Municipal de Dénia la seva biblioteca especialitzada i el seu arxiu personal i en 2015, la Generalitat Valenciana li va concedir la Distinció al Mèrit Cultural.